# Mrowiszczakowate
Mrowiszczakowate, mrowiszczaki (Myrmecophilidae) – rodzina małych, myrmekofilnych owadów prostoskrzydłych obejmująca 71 gatunków opisanych naukowo. Są przystosowane do życia w mrowiskach. Rodzajem typowym jest Myrmecophilus. 
Są to owady bezskrzydłe, o krępym, krótkim ciele, długości od 2 do 10 mm. Długość ich czułków jest zbliżona do długości ciała. Oczy mają słabo rozwinięte. Duże i szerokie przedplecze zwęża się w kierunku przednim. Ostatnia para odnóży o spłaszczonych, jajowatych udach i pokrytych ruchomymi kolcami goleniach. Samiec jak i samica mają długie, członowane przysadki odwłokowe.
W Europie stwierdzono występowanie 9 gatunków. W Polsce występuje tylko mrowiszczak mrówkomirek (Myrmecophilus acervorum).
Do rodziny należą następujące rodzaje:
- †Araripemyrmecophilops Martins-Neto, 1991
- Camponophilus Ingrisch, 1995
- Eremogryllodes Chopard, 1929
- Microbothriophylax Gorochov, 1993
- Myrmophilellus Uvarov, 1940
- Myrmecophilus Berthold, 1827 – mrowiszczak